# 450-es évek
Évszázadok: 4. század – 5. század – 6. század
Évtizedek: 400-as évek – 410-es évek – 420-as évek – 430-as évek – 440-es évek – 450-es évek – 460-as évek – 470-es évek – 480-as évek – 490-es évek – 500-as évek
Évek: 450 451 452 453 454 455 456 457 458 459